# Standardista
Begrebet standardista er blevet generel nomenklatur, der beskriver en webudvikler, som er aktivt involveret i skabelsen og/eller promotionen af webstandarder. Det blev først brugt af Joe Clark i bogen om tilgængelighed, Building Accessible Websites (Opbygning af Tilgængelige Websites).

## Ekstern henvisning
- joeclark.org

| Sprog | Spire Denne artikel om sprog er en spire som bør udbygges. Du er velkommen til at hjælpe Wikipedia ved at udvide den. |